# Torino di Sangro
Torino di Sangro es un municipio situado en el territorio de la Provincia de Chieti, en Abruzos (Italia).
En esta localidad nació en 1936 Rocco Walter Torrebruno Orgini, conocido como Torrebruno, showman, actor, cantante y presentador cómico italiano afincado en España.

## Demografía
| Gráfica de evolución demográfica de Torino di Sangro entre 1861 y 2001 |
|                                                                        |
| fuente ISTAT - elaboración gráfica a cargo de Wikipedia                |